# Cinnamomum sancti-caroli
Cinnamomum sancti-caroli är en lagerväxtart som beskrevs av André Joseph Guillaume Henri Kostermans. Cinnamomum sancti-caroli ingår i släktet Cinnamomum och familjen lagerväxter. Inga underarter finns listade i Catalogue of Life.